# Маркъс Гарви
Маркъс Гарви (на английски: Marcus Mosiah Garvey) е ямайски политик, общественик, деец на световното движение на негрите за права и освобождение от угнетяване.
Основател е на Световната асоциация за подобряване на положението на негрите (Universal Negro Improvement Association, UNIA).

## Биография
Роден е край залива St. Ann’s, Ямайка на 17 август 1887 г. Маркъс е най-малкото от 11 деца в семейството му. На 14-годишна възраст напуска училище и става чирак в печатница.
От 1910 до 1912 г. Гарви пътува в Южна и Централна Америка, посещава и Лондон. През 1914 г. се завръща в Ямайка и основава Световната асоциация за подобряване на положението на негрите (UNIA). През 1916 г. Гарви се премества в Харлем в Ню Йорк.
През 1919 г. Гарви основава корабната компания „Black Star Line“. Целите на корпорацията са да установи ефективен начин на транспорт, съобщения и търговия между чернокожите в световен мащаб. През 1920 г. основава корпорацията „Negro Factories Corporation“ и продава акции на чернокожите американци, като по този начин събира за проекта 1 мпн. щ. дол. Целта на корпорацията е да произвежда всичко, от което се нуждае дадена нация, за да могат афроамериканците напълно да разчитат на собствените си усилия.
През 1922 г. Гарви е арестуван за измама с писма във връзка с продажбата на акции на „Black Star Line“. Въпреки че има нередности, свързани с бизнеса, прокуратурата вероятно е политически мотивирана, тъй като дейностите на Гарви привличат вниманието на правителството. Гарви е изпратен в затвора и по-късно депортиран в Ямайка.
През 1935 г. Маркъс Гарви заминава за Англия, където почти в забрава умира в къща в квартал Западен Кенсингтън на Лондон на 10 юни 1940 г. През 1964 г. останките му са върнати на Ямайка, където е обявен за първи национален герой на страната.

## Влияние
Крайната мечта на Гарви е била независимостта на всички африкански държави и създаването на Съединени африкански щати. Посланията на Гарви вдъхновяват мнозина в ранните дни на Движението за граждански права през 50-те и 60-те години. Идеите му са в основата на учението Растафари, чиито последователи го считат за пророк. В знак на почит към многобройните му приноси бюстът на Гарви е изложен в залата на героите на Организацията на американските държави във Вашингтон.
Неговата доктрина за расова чистота и сепаратизъм му създава също и ожесточени врагове сред утвърдени по онова време афроамерикански лидери за граждански права.